# Kim Jong-un
En aquest nom coreà, el cognom és Kim.
  Kim Jong-un  (coreà: 김정은)  (Wonsan, 8 de gener de 1984), també romanitzat Kim Jong-eun, Kim Jong Un o Kim Jung-eun, és el líder suprem de Corea del Nord, el fill de Kim Jong-il (1941-2011) i el net de Kim Il-sung (1912-1994). Ha exercit els càrrecs de Secretari general del Partit del Treball de Corea, President de la Comissió Militar Central, President de la Comissió Nacional de Defensa de Corea del Nord, el Comandant Suprem de l'Exèrcit Popular de Corea, i també membre del presídium del Buró Polític Central del Partit del Treball de Corea. Fou declarat oficialment líder suprem després del funeral d'estat pel seu pare, el 28 de desembre del 2011. És el tercer i el més jove dels fills de Kim Jong-il i la seva esposa Ko Young-hee. Des de finals del 2010, era vist com l'hereu natural del líder de la nació, i després de la mort del seu pare, fou anunciat com a "Gran Successor" per la televisió estatal nord-coreana.
Durant el memorial del Kim Jong-il, el President de l'Assemblea Suprema del Poble de Corea del Nord, Kim Yong-nam va declarar que "el Respectat Camarada Kim Jong-un és el nostre estimat líder, cap del partit i el comandant militar suprem del país, hereu de la ideologia del gran i estimat camarada Kim Jong-il, el seu lideratge, caràcter, virtuts, fermesa i coratge".
El 30 de desembre del 2011, el Buró Polític del Partit del Treball de Corea va nomenar formalment Kim com a Comandant Suprem de l'Exèrcit Popular de Corea.
L'11 d'abril del 2012, el Quart Congrés del Partit el va escollir pel nou càrrec de Secretari general del Partit del Treball de Corea.
Va ser promogut al rang de mariscal de la RDPC en l'Exèrcit Popular de Corea el 18 de juliol del 2012, i va consolidar la seva posició com a comandant suprem de les forces armades. Va obtenir dues llicenciatures, una en física en la Universitat Kim Il-sung, i una altra a la Universitat Militar Kim Il-sung.

## Joventut
No s'ha publicat cap biografia oficial completa sobre Kim Jong-un. Per tant, l'única informació que es coneix sobre la seva vida primerenca prové de desertors i persones que han afirmat ser-ne testimonis en països com Suïssa. Part de la informació ha estat conflictiva i contradictòria, ja que el seu germà Kim Jong-chul assistia a l'escola durant la mateixa època. No obstant això, hi ha hagut un cert consens en la informació sobre la seva vida primerenca. Les autoritats de Corea del Nord han declarat que la seva data de naixement és el 8 gener de 1982, però a l'exterior, segons l'especulació feta pels analistes i observadors, es creu que la seva data de naixement estaria al voltant de 1983 o principis de 1984.
Segons els informes publicats per primera vegada en els diaris japonesos, va anar a l'escola a Suïssa prop de Berna. Els primers informes afirmen que va assistir a l'escola privada en llengua anglesa "International School" a Gümligen prop de Berna, sota el nom de "Chol-Pack" o "Pack-chol" des de 1993 fins al 1998. Va ser descrit com un noi tímid i bon estudiant, que es portava bé amb els seus companys de classe i era un fanàtic del bàsquet. Era escortat per un estudiant més gran que es pensava que era el seu guardaespatlles. Posteriorment es va informar que Kim Jong-un va estudiar a l'escola privada "Liebefeld Steinhölzli" a Köniz prop de Berna, sota el nom de "Pak-un" o "Un-pak" des del 1998 fins al 2000, com a fill d'un funcionari de l'ambaixada de Corea del Nord. Les autoritats de Köniz van confirmar que hi va haver un estudiant de Corea de Nord, registrat com a fill d'un membre de l'ambaixada, que va estudiar a l'escola des de l'agost del 1998 fins a la tardor del 2000, però van ser incapaces de donar detalls sobre la seva identitat. Park-un va assistir primer a una classe especial de llengua estrangera per a nens, i després ja va assistir a les classes reglades dels nivells de 6è, 7è i 8è i una part del novè curs, però va deixar l'escola de sobte en la tardor del 2000. Se'l va descriure com un estudiant ambiciós i ben integrat, al qual li agradava jugar a bàsquet. Tanmateix, es va assenyalar que les seves qualificacions i valoracions d'assistència havien estat pobres. L'ambaixador de Corea del Nord a Suïssa, Ri Tcheul, tenia una estreta relació amb ell i va actuar com a mentor seu. Un dels companys de classe de Pak-un va dir als periodistes que li havia comentat que era el fill del líder de Corea del Nord. Segons alguns informes, Kim Jong-un era descrit pels seus companys de classe com un nen tímid que era maldestre amb les noies, indiferent en qüestions polítiques, però destacat en esports, i que sentia fascinació per la National Basketball Association i Michael Jordan. Un amic va afirmar que li havien mostrat fotografies de Pak-un amb Kobe Bryant i Toni Kukoč preses en un lloc desconegut.
L'abril del 2012 van aparèixer nous documents que indicaven que Kim Jong-un havia viscut a Suïssa des de 1991 o 1992, abans del que prèviament es creia. El Laboratori d'Antropologia Anatòmica de la Universitat de Lió, França, afirmà que els dos rostres mostraven una coincidència del 95 per cent després de comparar la foto de Pak-un, presa a l'escola "Liebefeld Steinhölzli" el 1999 amb una foto de Kim Jong-un del 2012. El cap del centre d'investigació, Raoul Perrot, antropòleg forense, considerà que és molt probable que ambdues fotografies corresponguin a la mateixa persona.
Es creia que l'estudiant de l'"Escola Internacional" de Gümligen no era Kim Jong-un sinó el seu germà petit Kim Jong-chol. No se sap si l'estudiant conegut com a Pak-un a "Liebefeld Steinhölzli" va viure a Suïssa abans de 1998. Es diu que tots els fills de Kim Jong-il han viscut a Suïssa, així com la mare dels dos fills més petits, que vivia a Ginebra en aquella època. També es diu que el clan Kim organitzava reunions familiars a Suïssa, al llac Léman i Interlaken.
Molts analistes estan d'acord en el fet que Kim Jong-un va assistir a la Universitat Kim Il-sung, una escola capdavantera de formació d'oficials a Pyongyang del 2002 al 2007. Durant molts anys, només es coneixia una fotografia confirmada d'ell fora de Corea del Nord, presa aparentment a mitjans dels anys 90, quan tenia onze anys. Van aparèixer de manera ocasional altres presumptes imatges seves, però la seva autenticitat sovint va ser posada en dubte. Fou només el juny del 2010, poc abans que rebés càrrecs oficials i que fos presentat en públic al poble coreà, que es van fer públiques més fotografies de Kim, preses quan anava a l'escola a Suïssa. La primera imatge oficial d'ell com a adult fou una foto de grup feta pública el 30 de setembre del 2010, al final de la conferència del partit que efectivament el va ungir, en la qual se'l veu assegut a primera fila, a dos llocs del seu pare. A continuació aparegueren unes noves imatges d'ell assistint al congrés.

## Governant de Corea del Nord
El 17 de desembre del 2011, Kim Jong-il mor. Malgrat els plans de l'ancià Kim, no estava del tot clar, immediatament després de la seva mort, si Jong-un prendria de fet tot el poder i quin rol jugaria exactament en el nou govern. Alguns analistes havien predit que quan Kim Jong-il morís, Jang Sung-taek actuaria com a regent, atès que Jong-un era massa inexpert per liderar el país de manera immediata. El 25 de desembre del 2011, la televisió de Corea del Nord mostrava Jang Sung-taek amb l'uniforme de general, un senyal de la seva creixent influència després de la mort de Kim Jong-il. Un funcionari de Seül familiaritzat amb els afers de Corea del Nord va dir que era el primer cop que Jang s'havia mostrat a la televisió estatal amb uniforme militar. La seva aparença suggereix que Jang s'havia assegurat un paper clau en el totpoderós exèrcit nord-coreà, que havia promès la seva lleialtat a Kim Jong-un.
El culte a la personalitat al voltant de Kim Jong-un pujà un graó més després de la mort del seu pare. Va ser aclamat com a "gran successor de la causa revolucionària de Juche", "excepcional líder del partit, l'exèrcit i el poble"," respectat camarada que és idèntic al Comandant Suprem Kim Jong-il", i president del comitè del funeral de Kim Jong-il. La Korean Central News Agency descrivia Kim Jong-un com "un gran home nascut del cel", un terme de propaganda del qual només n'havien gaudit el seu pare i el seu avi, mentre el governant Partit dels Treballadors deia en una editorial: "Ens comprometem amb llàgrimes sagnants a anomenar Kim Jong-un, el nostre comandant suprem, el nostre líder"
Fou declarat públicament Comandant Suprem de l'Exèrcit Popular de Corea el 24 de desembre del 2011 i nomenat formalment per al càrrec el 30 de desembre, quan el Buró Polític del Comitè Central del Partit dels Treballadors de Corea "va proclamar cortesment que l'estimat i respectat Kim Jong-un, vicepresident de la Comissió Militar Central del Partit dels Treballadors de Corea, assumia el comandament suprem de l'Exèrcit Popular de Corea".
El 26 de desembre del 2011, el diari oficial de partit governant de Corea del Nord, Rodong Sinmun, parlava de Kim Jong-un com a president de la Comissió Militar Central, i líder suprem de la nació, després de la desaparició del seu pare.
El 9 de gener del 2012, va tenir lloc una gran concentració de les forces armades davant del Palau del Sol de Kumsusan en honor de Kim Jong-un i com a demostració de lleialtat.
L'11 d'abril del 2012, al Quart Congrés del Partit dels Treballadors de Corea, Kim fou elegit primer secretari del partit, un càrrec de nova creació. Aquest càrrec reemplaçava el de secretari general, el qual li havia estat atorgat "eternament" a Kim Jong-il. Al congrés, Kim-Jong un també va prendre el seient del seu pare com a membre de Presídium del Buró Polític i President de la Comissió Militar Central. En un discurs fet abans del Congrés, Kim Jong-un va declarar que "imbuir tota la societat amb el kimilsungisme-kimjongilisme és el més alt programa del nostre Partit".
El 13 d'abril del 2012, la cinquena sessió de la 12a Assemblea Popular Suprema l'anomenà Primer President de la Comissió de Defensa Nacional.
El 15 d'abril 2012, durant una desfilada militar en commemoració del centenari de Kim Il-sung, feu el seu primer discurs públic. Aquest discurs va esdevenir la base del “Endavant cap a la victòria final”, un himne de propaganda dedicat a ell i difós de manera repetitiva.
El juliol del 2012, Kim Jong-un fou promogut al grau de mariscal (wonsu), el grau actiu més alt en l'escalafó militar. La decisió va ser emesa conjuntament pel Comitè Central i la Comissió Militar Central del Partit dels Treballadors de Corea, la Comissió de Defensa Nacional i el Presídium de l'Assemblea Popular Suprema, segons va anunciar posteriorment l'Agència Central de Notícies de Corea. Per aquesta promoció és un dels dos únics wonsu encara vius a Corea del Nord. L'altre és Lee Ul Sol, que va obtenir el grau el 1995. El rang només superior és Dae Wonsu (que podria traduir-se com Gran Mariscal o Generalíssim), que va ser detingut per l'avi de Kim, Kim Il-sung, i amb el qual va ser guardonat a títol pòstum el seu pare, Kim Jong-il, al febrer de 2012.
La promoció confirma el paper de Kim com a líder suprem de Corea del Nord en l'àmbit militar i fou seguida, dies després, pel relleu del Cap de l'Estat Major Ri Yong-ho per Hyon Yong-chol.
Durant la commemoració, el 26 de juliol del 2012, del 59è aniversari de l'armistici de la Guerra de Corea, la seguretat al voltant de Kim hauria augmentat de manera espectacular, donat que Kim "està extremadament nerviós per la possibilitat que es desenvolupi una emergència a dins de Corea", causada per una "creixent oposició als seus esforços per frenar els militars."
L'agost del 2012, Kim Jong-un va anunciar reformes econòmiques, similars a les de la República Popular de la Xina. Kim començà a ser mencionat pels mitjans estatals de Corea del Nord com a "Líder Suprem" (chego ryongdoja) en aquella època.
Al novembre del 2012, unes fotos preses pels satèl·lits revelaren un missatge de propaganda de mig quilòmetre de llarg esculpit en un coster la província de Ryanggang, on es podia llegir: "Llarga vida al General Kim Jong-un, el Sol Brillant!". El missatge, ubicat prop d'un llac artificial construït el 2007 per servir com a central hidroelèctrica, està fet amb caràcters coreans que mesuren 15 per 20 metres, i es troba aproximadament 9 quilòmetres al sud de Hyesan, prop de la frontera amb la República Popular de la Xina.
El xef personal de Kim Jong-il Kenji Fujimoto va afimar que "les botigues a Pyongyang estaven plens de productes i la gent als carrers semblava alegre, Corea del Nord ha canviat molt des que Kim Jong-un, va assumir el poder. Tot això és per causa del líder Kim Jong-un ".
Oficialment, Kim Jong-un forma part d'un triumvirat que encapçala la branca executiva del govern de Corea del Nord, juntament amb el Premier Pak Pong-ju i el president del parlament Kim Yong-nam (no són parents). Cadascun d'ells deté nominalment poders equivalents a un terç dels poders dels president en altres sistemes presidencials. Kim Jong-un dirigeix les forces armades, Pak Pong-ju és el cap de govern i Kim Yong-nam s'ocupa dels afers exteriors. Tanmateix, s'entén generalment que Kim Jong-un, com el seu pare abans que ell, exerceix el control absolut sobre el govern i el país.
Ri Yong-ho, Kim Yong-chun, U Dong-chuk, i Kim Jong-gak van ser elegits per acompanyar el jove líder i eren estrets col·laboradors de Kim Jong-il. Van ser destituïts o bé van desaparèixer. Un funcionari del govern de Corea del Sud va dir que Kim Jong-un està tractant d'"esborrar tot rastre del govern del seu pare" 11 mesos després d'haver arribat al poder i està "substituint als comandaments militars per homes que només li són fidels a ell."
El 30 de novembre del 2012, Kim es va reunir amb Li Jianguo, el qual "va informar Kim sobre el 18è Congrés Nacional del Partit Comunista Xinès," segons l'agència de notícies KCNA. Durant la trobada, li va ser lliurada en mà una carta de Xi Jinping.
El 2013 Kim va tornar a establir l'estil del seu avi quan va fer el seu primer discurs de Cap d'Any, que va ser una ruptura amb l'enfocament del seu pare, Kim Jong-il, que mai va fer discursos televisats durant els seus 17 anys al poder.
En lloc de pronunciar un discurs, Kim Jong-il va contribuir i aprovar l'editorial del Dia d'Any Nou, publicat conjuntament per Rodong Sinmun (el diari del Partit dels Treballadors de Corea), Joson Imnigun (el diari de l'Exèrcit Popular de Corea), i Chongnyon Jonwi (el diari de la Lliga de la Joventut Socialista Kim Il-sung). A la reunió extraordinària amb els màxims responsables de defensa i seguretat del 26 gener de 2013, Kim va emetre resolucions sobre els preparatius per a una nova prova nuclear i es va introduir la llei marcial a Corea del Nord a partir del 29 de gener.
El 7 de març de 2013, Corea del Nord va amenaçar els Estats Units amb un "atac nuclear preventiu", i Kim Jong-un va emetre una amenaça detallada per "acabar amb l'illa Baengnyeong", l'escenari d'anteriors enfrontaments navals.
En una reunió plenària del Comitè Central del PTC que es va celebrar el 31 de març de 2013, amb el rerefons de les amenaces de guerra amb Corea del Sud, Kim Jong-un va anunciar que Corea del Nord adoptaria una "nova línia estratègica en la realització de la construcció econòmica i la construcció de les forces armades nuclears al mateix temps".
A les acaballes del mes d'abril de 2020, es dispararen els rumors sobre una possible defunció de Kim Kong-un, que remarcaven que l'estat de salut del líder coreà havia empitjorat i que aquest era el motiu pel qual portava més d'un mes sense fer cap aparició pública. Aquests rumors foren desmentits, tant per Corea del Nord com per Corea del Sud.

## Personalitat
Kenji Fujimoto, un xef japonès que treballava com a cuiner personal de Kim Jong-il, descriu Kim Jong-un com "una estella del vell tronc, una viva imatge del seu pare pel que fa a la cara, la forma del cos i la personalitat".
The Washington Post va informar en 2009 que els amics de Kim Jong-un a l'escola recordaven que "passava hores fent meticulosos dibuixos a llapis de la gran estrella dels Chicago Bulls Michael Jordan." Estava obsessionat amb el bàsquet i els jocs d'ordinador, i una vegada va ser enxampat amb una revista pornogràfica de bondage a la seva motxilla escolar. El 26 de febrer del 2013, Kim Jong-un es va reunir amb l'exestrella de l'NBA Dennis Rodman, la qual cosa va conduir molts periodistes a especular que Rodman va ser el primer nord-americà que Kim havia conegut. És un fan d'Eric Clapton.
En una notícia de 2012, Business Insider va informar: "Els signes d'un augment dels articles de luxe posen els pèls de punta a Corea del Nord des que Kim Jong-un, va assumir el càrrec l'any passat. Recentment, l'esposa de Kim, Ri Sol-Ju, va ser fotografiada mentre sostenia el que semblava ser una costosa bossa de senyora Dior, per valor de gairebé 1.594$ - el salari mitjà d'un any mitjà a Corea del Nord." Segons fonts diplomàtiques, a "Kim Jong-un li agrada beure i estar de festa tota la nit com el seu pare i va ordenar que s'importés un equipament de sauna per ajudar-lo a vèncer la ressaca i el cansament."
El 2013, es va escampar el rumor que Kim Jong-un s'havia sotmès a una operació de cirurgia plàstica per tal de modificar la seva aparença facial. També s'ha dit que pateix sobrepès (90 kg. per 1,75 d'alçada), hipertensió arterial i diabetis.

## Intent d'assassinat
El 14 de març de 2013, van sorgir informes de fonts d'intel·ligència de Corea del Sud que Kim Jong-un, havia estat el blanc d'un intent d'assassinat. L'intent hauria estat fet per "gent descontenta dins del Nord" en resposta a la degradació del Director de l'Oficina de Reconeixement General Kim Yong-chol, al novembre de 2012. Segons la font d'intel·ligència no identificada l'intent es va fer al centre de Pyongyang i va donar lloc a un tiroteig. La degradació s'hauria produït per una lluita interna de poder entre les faccions del govern.
També hi ha hagut un rumor sobre un intent d'assassinat l'any 2012, mentre Kim Jong-un estava de visita a la Xina. Funcionaris dels Estats Units van afirmar que els rumors no tenien validesa.